# Lino Carrara
Lino Carrara (Busseto, 21 febbraio 1869 – Busseto, 12 ottobre 1955) è stato un politico e giornalista italiano.
Fu sindaco di Busseto dal 1913, e direttore due volte de Il Resto del Carlino. Nella seconda direzione guidò il quotidiano bolognese insieme al conterraneo Filippo Naldi.